# Sonnengegenpunkt

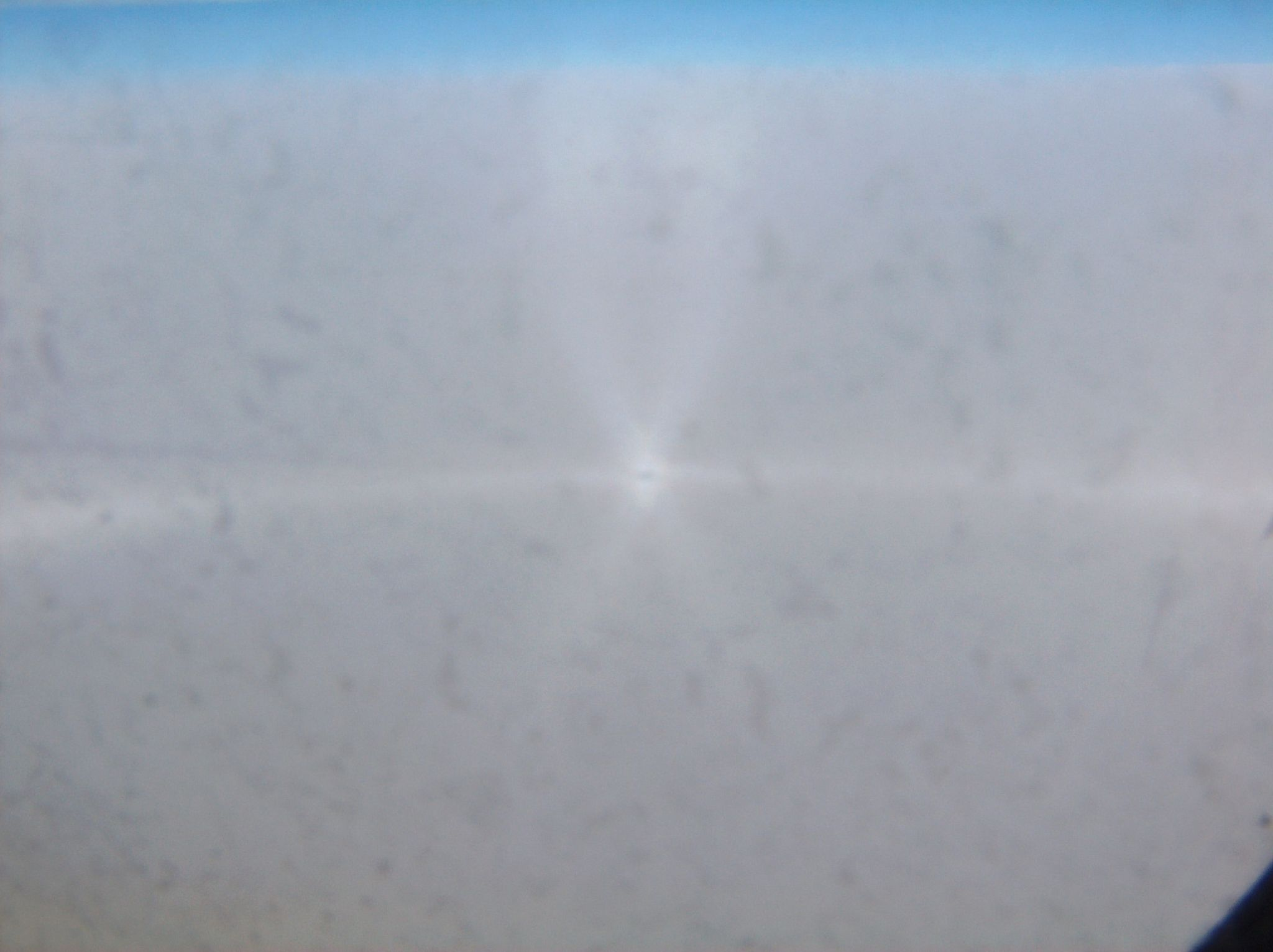
Eine Glorie vor dem Sonnengegenpunkt bei dessen Lage knapp über dem Horizont, aufgenommen aus einem Flugzeug

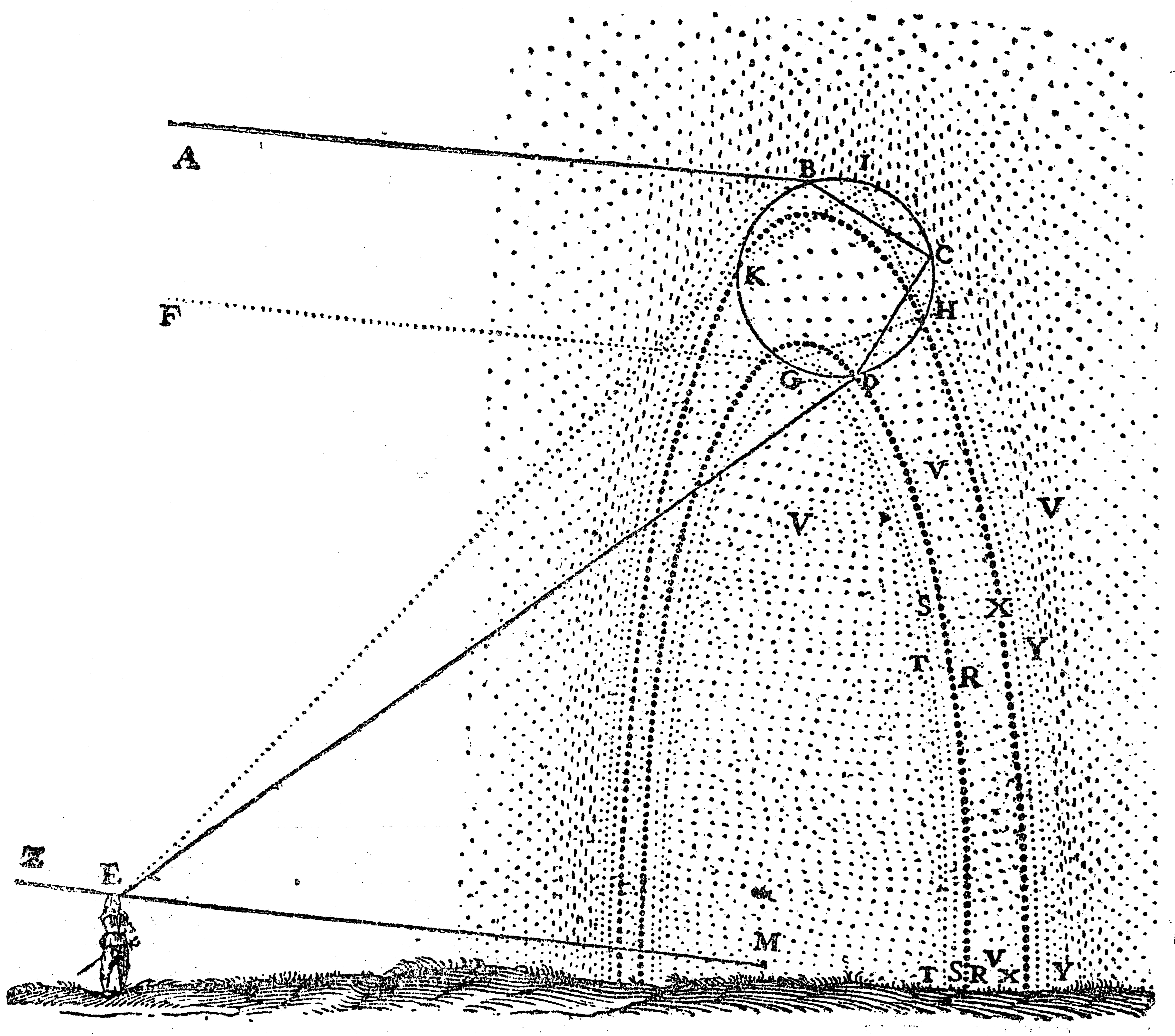
Zeichnung von Descartes zur Erklärung der Regenbogenentstehung: M stellt den Mittelpunkt des Regenbogens dar. Dieser liegt auf einer von der Sonne durch das Auge des Beobachters (E) gehenden Geraden, an deren Ende sich der Sonnengegenpunkt befindet.

Der Sonnengegenpunkt ist ein gedachter Punkt an der Himmelskugel, der in exakt entgegengesetzter Richtung zur Sonne liegt. Er ist derjenige Punkt, der vom über den Beobachter hinaus verlängerten Sonnen-Strahl in der gegenüberliegenden Hälfte der Himmelskugel getroffen wird.
Solange die Sonne über dem Horizont steht, befindet sich der Sonnengegenpunkt daher unterhalb des Horizonts. Steht die Sonne im Zenit, so liegt der Sonnenpunkt in der Lotrichtung zu Füßen des Beobachters, also annähernd in Richtung Erdmittelpunkt und Nadir. Die Grenzsituation besteht bei Sonnenauf- und Sonnenuntergang. Sowohl die Sonne als auch ihr Gegenpunkt befinden sich einander gegenüber am Horizont. Bei besonderen atmosphärischen Bedingungen ist das bei Beobachtung von einem erhöhten Standpunkt (auf einem Berggipfel oder in einem Flugzeug) aus deutlich erkennbar. Die knapp über dem Horizont stehende Sonne beleuchtet in der Gegenrichtung befindlichen Dunst, Nebel oder Wolken. Man sieht einen kontrastarmen hellen Fleck vor dem ebenfalls knapp über dem Horizont befindlichen Sonnengegenpunkt. Bei geringer Entfernung der beleuchteten Medien ist dieser Fleck farblich aufgelöst: siehe Glorie und Brockengespenst.
Wichtig ist dieser Punkt vor allem in der atmosphärischen Optik, also für alle Phänomene, die auf dem Sonnenlicht basieren. Beispielsweise liegen vor dem Sonnengegenpunkt die gedachten Mittelpunkte des Regenbogens und des Zodiaklichtes.